# 奥利弗·卡鲁索
奥利弗·卡鲁索（德語：Oliver Caruso，1974年2月20日—），德国男子举重运动员。他曾代表德国参加1992年和1996年夏季奥林匹克运动会举重比赛，其中1996年奥运会获得一枚铜牌。